# Пономарёв, Сергей Анатольевич
Сергей Анатольевич Пономарёв (род. 11 января 1972, Сочи) — советский и российский теннисист, тренер по теннису.

## Биография
Родился в 1972 году в Сочи. В теннис начал играть в шесть лет. Первым его тренером был В. В. Шишкин. В 1981—1990 гг. был членом юниорской сборной СССР под руководством Анатолия Лепешина. Шестикратный чемпион СССР в одиночном разряде, восьмикратный – в парном разряде. Чемпион Европы в парном разряде до 12-ти лет (1984). Бронзовый призер Чемпионата Европы в одиночном разряде до 14-ти лет (1986). Победитель в командном Чемпионате Мира до 16-ти лет (1987).
В 1997 году окончил Краснодарский институт физической культуры и спорта. После этого перешёл на тренерскую работу. Среди самых известных подопечных Сергея Анатольевича – Денис Голованов (150-й в рейтинге ATP) и Елена Веснина (70-я в одиночном рейтинге WTA и 93-я – в парном). Также был личным тренером самого титулованного теннисиста в истории России Евгения Кафельникова (в 2000—2002 гг.).

### Семья
Женат, имеет двоих детей: дочь Полину и сына Никиту, который также занимается теннисом.